# گفتار و پدیده‌ها
گفتار و پدیدارها: و مقالات دیگر دربارهٔ نظریه هوسرل در مورد نشانه‌ها، یا صدا و پدیده: مقدمه ای بر مسئله نشانه در پدیدارشناسی هوسرل، (فرانسوی: La Voix et le Phénomène‎) (فرانسوی: La Voix et le Phénomène‎: La Voix et le Pénomène) کتابی است دربارهٔ پدیدارشناسی ادموند هوسرل اثر ژاک دریدا فیلسوف فرانسوی که در سال ۱۹۶۷ در کنار کتاب دستور زبان و نگارش و تفاوت دریدا منتشر شد. دریدا در «گفتار و پدیده‌ها» رابطه بالغ خود را با هوسرل بیان می‌کند و استدلالی را دربارهٔ پروژه پدیدارشناختی هوسرل به عنوان یک کل در رابطه با تمایز کلیدی در نظریه زبان هوسرل در بررسی‌های منطقی (۱۹۰۰–۱۹۰۱) و چگونگی این تمایز مطرح می‌کند. توصیف او از آگاهی زمانی درونی دریدا همچنین بحث‌های کلیدی در مورد اصطلاحات ساختارشکنی و تفاوت ایجاد می‌کند. دریدا اظهار داشت که گفتار و پدیده «مقاله ای است که من بیش از همه ارزش قائلم». شناخته شده‌ترین اثر دریدا دربارهٔ پدیدارشناسی هوسرل، به‌طور گسترده یکی از مهم‌ترین آثار فلسفی او به حساب می‌آید.